# Lužani (Prnjavor)
Lužani (szerbül: Лужани), település Bosznia-Hercegovinában, a Bosanska Krajina és a Bosanska Posavina közötti átmeneti területen, Prnjavor község területén, a Szerb Köztársaságban. 

## Fekvése
Bosznia-Hercegovina északi részén, Banja Lukától légvonalban 40, közúton 59 km-re keletre, községközpontjától légvonalban és közúton 3 km-re délkeletre, a Vijaka-folyó jobb partján, 152-183 méteres tengerszint feletti magasságban fekszik. Áthalad rajta a Banja Lukát Prnjavorral összekötő főút és a Banja Lukát az ország keleti részével összekötő autópálya is.

## Népessége
| Nemzetiségi csoport | Népesség 1991 | Népesség 2013 |
| ------------------- | ------------- | ------------- |
| Szerb               | 119           | 195           |
| Bosnyák             | 6             | 1             |
| Horvát              | 17            | 6             |
| Jugoszláv           | 10            | 0             |
| Egyéb               | 27            | 14            |
| Összesen            | 179           | 216           |

## Története
A térség 1878-ig tartozott az Oszmán Birodalomhoz, ekkor a berlini kongresszus határozata alapján az Osztrák-Magyar Monarchia része lett. 1889-től az osztrák uralom alá került Dél-Lengyelországból és Nyugat-Galíciából számos lengyel és ukrán család települt be ide, az egykori Prnjavori liget területére, létrehozva a mai települést. A jobbágyok helyzete Lengyelországban, különösen Krakkó környékén nagyon nehéz volt. Amikor az osztrák hatóságok felhívást küldtek, hogy ha a lengyelek Boszniába akarnak menni, ingyen földet kaphatnak, a lengyel jobbágyok küldöttségüket Boszniába küldték. Amikor a delegáció jó hírekkel tért vissza, egyre többen jelentkeztek, hogy Boszniába települnek. Galícia ugyancsak Ausztria fennhatósága alá tartozott, onnan görög katolikus ukránok (ruszinok) vándoroltak be Bosznia-Hercegovinába. Bár termőföldet ígértek nekik, a korábban beköltözött lakosok által elfoglalt termőföld híján az ukránok többnyire megművelhetetlen területekre települtek. 1910-ben a Prnjavori járáshoz tartozó településen 40 háztartást, 71 ortodox, 65 római katolikus és 107 görög katolikus lakost találtak. A monarchia szétesésével 1918-ban előbb a Szerb-Horvát-Szlovén Királyság, majd 1929-től a Jugoszláv Királyság része. 1921-ben 52 háztartása és 284 lakosa volt. Az 1929-es törvény értelmében, amikor Bosznia-Hercegovinát négy banovinára, Drinskára, Vrbaskára, Zetskára és Primorskára osztották, a település a Vrbaska banovina része lett, amelynek székhelye Banja Luka volt Jugoszlávia megszállása után a Független Horvát Állam (NDH) része lett. A második világháború után a település a szocialista Jugoszláviához tartozott. A második világháború után a település a szocialista Jugoszláviához tartozott. A háború után a lengyel lakosság visszatelepült Lengyelországba, míg az ukránok nagy része a Vajdaság és Szlavónia nagyobb településeire költözött. 2013-ban Lužaniban már csak 8 ukrán élt. A daytoni békeszerződést követő területfelosztásnál a település Prnjavor község részeként a Szerb Köztársaság területéhez került.